# جونكو
جونكو هي عبارة عن بحيرة متوسطة الحجم في منطقة تجمعات المياه الرئيسية ليجوكي. وهذه البحيرة موجودة في بلدية بوداسجارفي، في منطقة أوستروبوتني الشمالية في دولة فنلندا. هي أيضا قرية في بلدية بوداسجارفي.